# زاپادنی اوگول
زاپادنی اوگول (به لاتین: Zapadny Ugol) یک منطقهٔ مسکونی در روسیه است که در سرزمین آلتای واقع شده‌است.